# Premio Crims de Tinta
El Premio Crims de Tinta es un premio literario que se otorga anualmente desde 2008 a las novelas de género negro, policial o de intriga escritas originalmente en lengua catalana. Fue instituido en 2008 por el Departamento de Interior de la Generalidad de Cataluña, coincidiendo con los objetivos siguientes:     
- conmemorar los 25 años de la Ley de creación del cuerpo de Mozos de Escuadra;
- celebrar la culminación de su despliegue territorial;
- fomentar la creatividad literaria en lengua catalana en aquellos géneros que tratan de temáticas relacionadas con los ámbitos competenciales del Departamento;
- profundizar en la integración social de los hechos policiales, y acercar la cultura y la policía.

Actualmente el premio lo organiza Barcelona Negra en colaboración con RBA-La Magrana, y la dotación económica del ganador o ganadora es de 5.000 euros.

## Lista de ganadores
| Edición | Año  | Obra ganadora           | Autor              |
| ------- | ---- | ----------------------- | ------------------ |
| 1.ª     | 2008 | La mala dona            | Marc Pastor        |
| 2.ª     | 2009 | Negres tempestes        | Teresa Solana      |
| 3.ª     | 2010 | La solitud de Patrícia  | Carles Quílez      |
| 4.ª     | 2011 | Quan la nit mata el dia | Agustí Vehí        |
| 5.ª     | 2012 | Societat negra          | Andreu Martín      |
|         | 2013 |                         |                    |
|         | 2014 |                         |                    |
| 6.ª     | 2015 | Puta pasta              | Emili Bayo         |
| 7.ª     | 2016 | Tota la veritat         | Núria Cadenes      |
| 8.ª     | 2017 | Temps de rates          | Marc Moreno        |
| 9.ª     | 2018 | Wad-Ras                 | Joan Miquel Capell |
| 10.ª    | 2019 | Purgatori               | David Marín        |